# Cratere Hashir
Hashir  è un cratere sulla superficie di Marte.